# Saab Automobile
Saab Automobile AB byla švédská automobilka, která se v roce 1989 oddělila od mateřského koncernu Saab, aby byla prodána americkému koncernu General Motors. Společnost patřila mezi průkopníky ve vývoji přeplňovaných benzinových motorů. Když 1. června 2009 vlastník Saabu, General Motors, vyhlásil bankrot, pokoušel se Saab prodat. Jednání s několika zájemci (Koenigsegg, Beijing Automotive Industry Holding, Spyker) však nebyla úspěšná a tak v prosinci 2009 General Motors oznámil, že nechá Saab uzavřít. Změna nastala v druhé polovině ledna, kdy firmy GM a Spyker oznámily, že se dohodly na podmínkách prodeje a tak se novým majitelem stala firma Spyker. V roce 2011 firma Spyker prodala Saab firmě NEVS.

## Historie

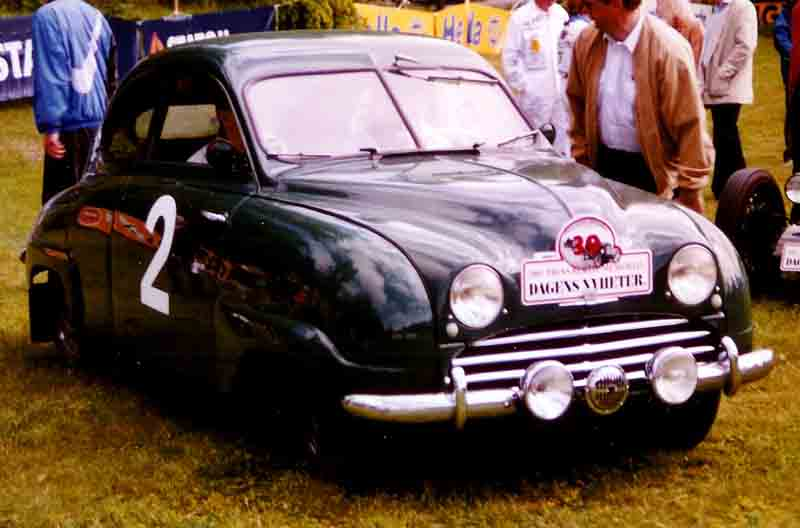
Saab 92 (1949) s děleným čelním sklem

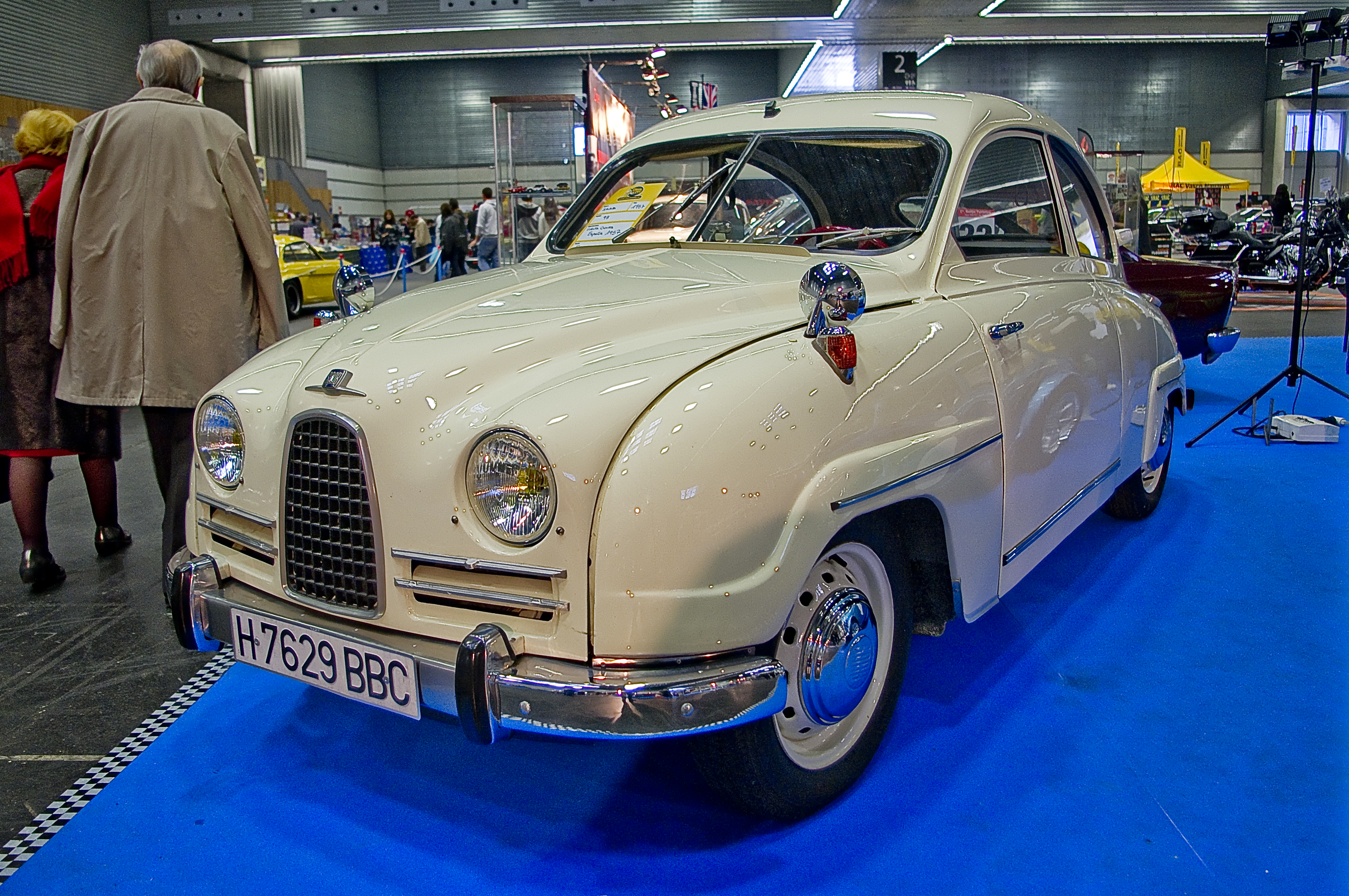
Saab 93 (1957)

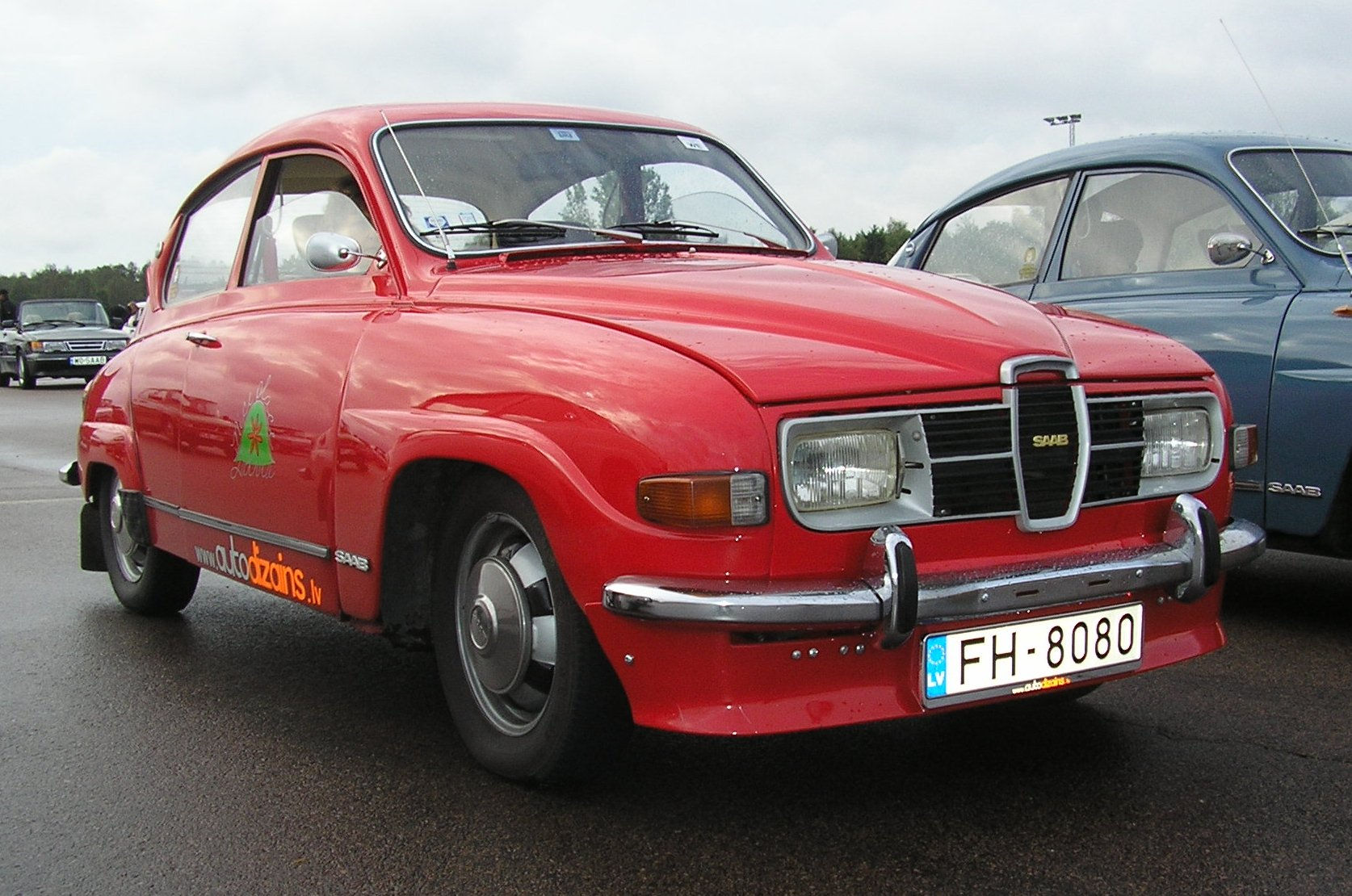
Saab 96 (1975)

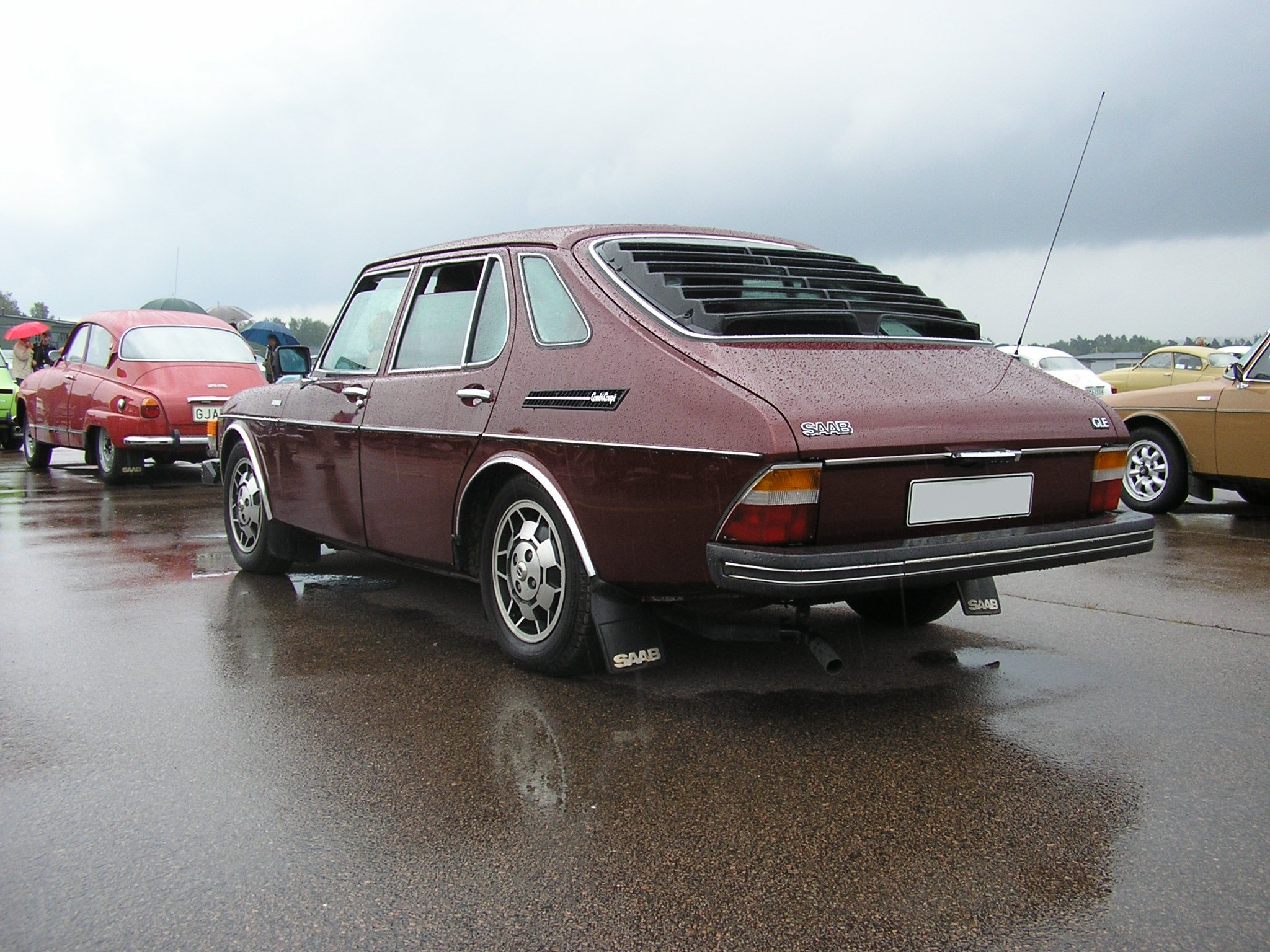
Saab 99 (1978)

Koncern Saab od roku 1949 ke své výrobě letadel přiřadil i automobily z důvodu zajištění práce pro své zaměstnance. Podobně jako společnosti Bristol, Heinkel a Messerschmitt se vzhledem k nižší poptávce po vojenských letounech s ukončením II. světové války firma Saab přeorientovala na produkci automobilů.
Počáteční vozidla značky Saab tak byla vytvořena leteckými a aerodynamickými experty. Pod návrhy prvních karosérií byli podepsáni Gunnar Ljungström a Sixten Sasonover, v jejichž designérském oddělení vznikly nákresy i hliněné a později dřevěné makety. Odpor vzduchu prvních modelů byl rovněž testován v aerodynamickém tunelu.
První prototyp automobilu Saab s továrním označením 92001 byl dokončen v roce 1946. Jeho koeficient odporu vzduchu 0,30 byl vůbec nejnižší, jaký kdy automobil měl. V roce 1947 byly vyrobeny další tři prototypy, které se vozu 92001 podobaly pouze vnějším vzhledem. Jejich mechanické části však doznaly řady změn. Technicky vycházely z malých vozů DKW, které se před válkou osvědčily v drsné švédské zimě a patřily k nejdováženějším vozům. Představení zástupcům tisku proběhlo 10. června 1947 po ujetí 100 000 km. Pod jejich kapotou byla instalována pohonná jednotka, kterou navrhl bývalý konstruktér DKW a dodávala společnost Heinkel ze Stuttgartu. Dvoudobý dvouválec zdvihového objemu 764 cm³ s maximálním výkonem 18,4 kW při 3 800 ot./min byl uložen napříč a poháněl přední kola. Prodej tohoto vozu označeného Saab 92 byl zahájen v prosinci 1949.
Prvním autorizovaným prodejcem vozů Saab se stala společnost Philipsons Automobil AB, která pomohla financovat rozjezd výroby uhrazením zálohy na 8 000 objednaných vozů. Na počátku výroby vznikala jen čtyři auta denně, do konce roku 1948 tak bylo dodáno pouze 1 246 vozidel Saab 92. Po zhotovení 5 300 automobilů představila společnost Saab v prosinci 1952 typ 92 s upravenou karoserií. Bylo zvětšeno zadní okno a novinkou bylo také víko zavazadlového prostoru. U dřívějších automobilů byl přístupný výhradně od zadních sedadel. Roku 1953 se výkon motoru zvýšil na 20,6 kW při 4 000 ot./min. Dne 6. března 1954 sjel z výrobní linky desetitisící vůz. Do ukončení produkce vzniklo celkem 20 128 exemplářů.
V létě 1955 byl typ 92 nahrazen modelem Saab 93. Karoserie zůstala nezměněna, pohon nového vozu však zajišťoval dvoudobý tříválcový agregát navržený stejným konstruktérem a zpočátku vyráběný společností Heinkel. Pohonná jednotka zdvihového objemu 748 cm³ s maximálním výkonem 24,3 kW při 4 200 ot./min již nebyla uložena napříč, ale podél. Výroba byla ukončena po dodání 52 731 kusů v roce 1960.
V roce 1960 začala sériová výroba typu Saab 96, který byl nejdříve poháněn tříválcovým motorem zdvihového objemu 841 cm³ o maximálním výkonu 28,0 kW při 4 250 ot./min. Vzhledem k poklesu poptávky po vozech s dvoudobým motorem byl od roku 1967 do vozů Saab 96 montován čtyřdobý čtyřválcový motor Ford Taunus objemu válců 1 498 cm³. Jeho maximální výkon dosahoval 50,0 kW při 5 500 ot./min. Od následujícího roku se automobily Saab dodávaly výhradně s čtyřdobou pohonnou jednotkou. Původní karoserie zůstala bez větší změny do ukončení výroby v roce 1980. Typové označení Saab 95 patřilo verzi kombi.
Již v roce 1968 obohatil sortiment továrny typ Saab 99 se zcela novou karoserií a čtyřválcovým motorem Triumph s ventilovým rozvodem OHC. Od roku 1969 se na přání dodával se vstřikováním paliva. Saab 99 byl vybaven stěrači na světlometech, kotoučovými brzdami na všech kolech, výdechy ventilace pro chladnější vzduch na obličej oddělenými od teplého vzduchu na přední a boční okna, nohy a zadní sedadla, spínací skřínkou ve středovém tunelu mezi řadicí pákou a ruční brzdou, aby se zabránilo zranění nárazem kolena na klíčky v zapalování a mnoha dalšími průkopnickými řešeními.
V roce 1978 byl na frankfurtském autosalonu předveden Saab 99 Turbo s disky z lehké slitiny, napodobujícími lopatky turbodmychadla Garret, předním a zadním spojlerem a posunovatelnou částí střechy. Saab 99 Turbo měl vstřikování paliva Bosch-K-Jetronic a zesílenou převodovku. Bylo postaveno sto prototypů, které najezdily 4,8 milionů kilometrů, než byl Saab spokojen s jejich spolehlivostí. Pohon zajišťoval osmiventilový čtyřválec chlazený vodou, o obsahu 1 985 cm³ s nízkokompresními písty a upraveným nastavením vaček. Motor poskytoval vrcholový kroutící moment 235Nm a výkon 107kW. V roce 1977 vyhrál Stig Blomqvist s továrně upraveným Saabem 99 Turbo Švédskou rallye. Model Saab 99 Turbo byl v rozmezí let 1978 až 1980 vyroben v počtu 10 607 kusů a jednalo se o první rodinné auto dodávané s přeplňovaným motorem v historii. Modelové roky 78 a 79 byly s touto motorizací dodány pouze s třídvéřovou karoserií označenou od roku 74 Combi Coupe, modelové roky 80 a 81 byly dodávány pouze ve dvoudvéřové karoserii původního sedanu.
Nástupcem se v roce 1979 stal model Saab 900, který se dodával s atmosférickými i přeplňovanými motory - ze začátku s 8 ventily, od modelového roku 84 pak s 16 ventily a mezichladičem. V roce 1984 vstoupil Saab modelem 9000 do prestižní vyšší třídy.

### Sportovní automobily Saab

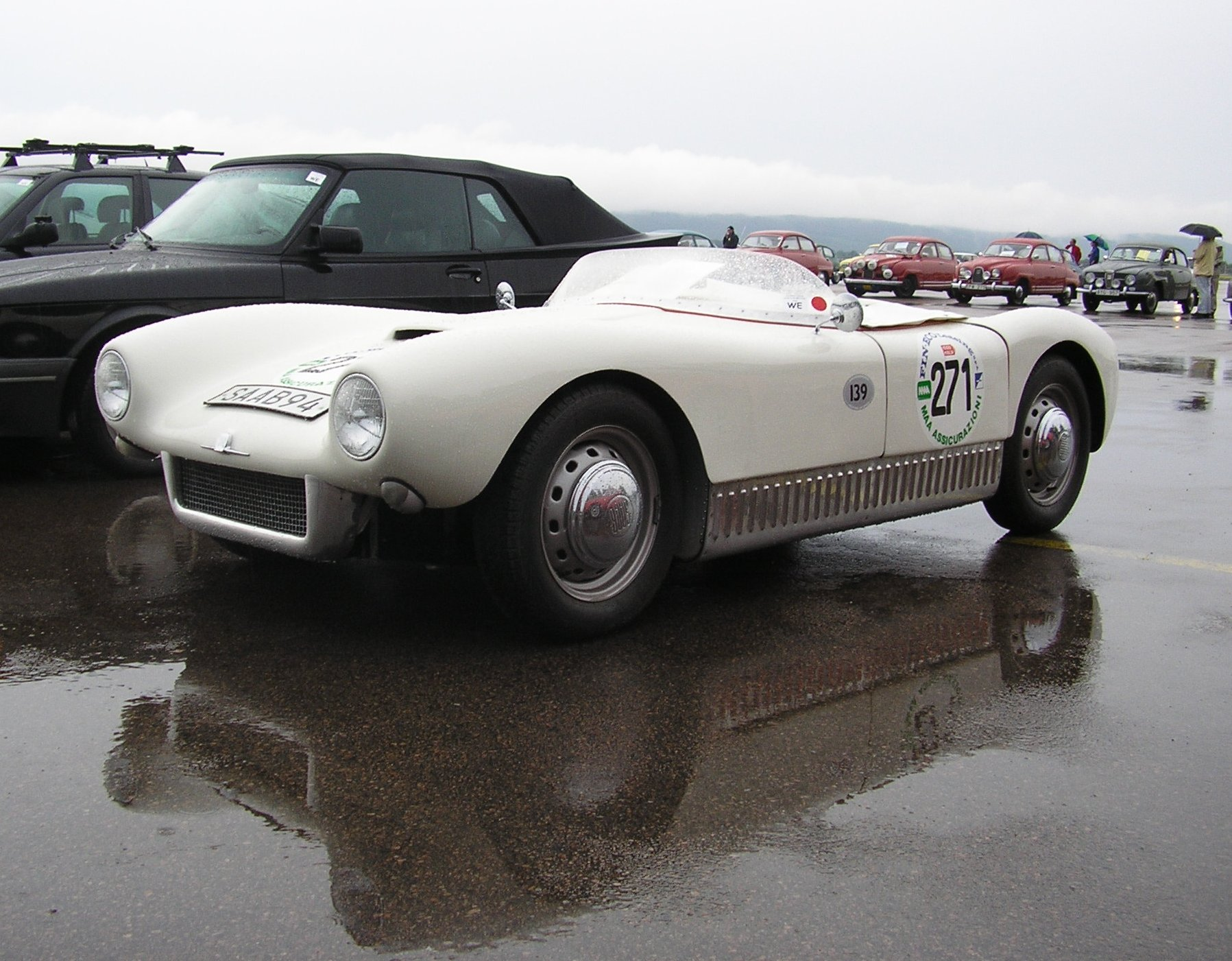
První prototyp vozu Saab Sonett (označovaný též Super Sport či Saab 94)

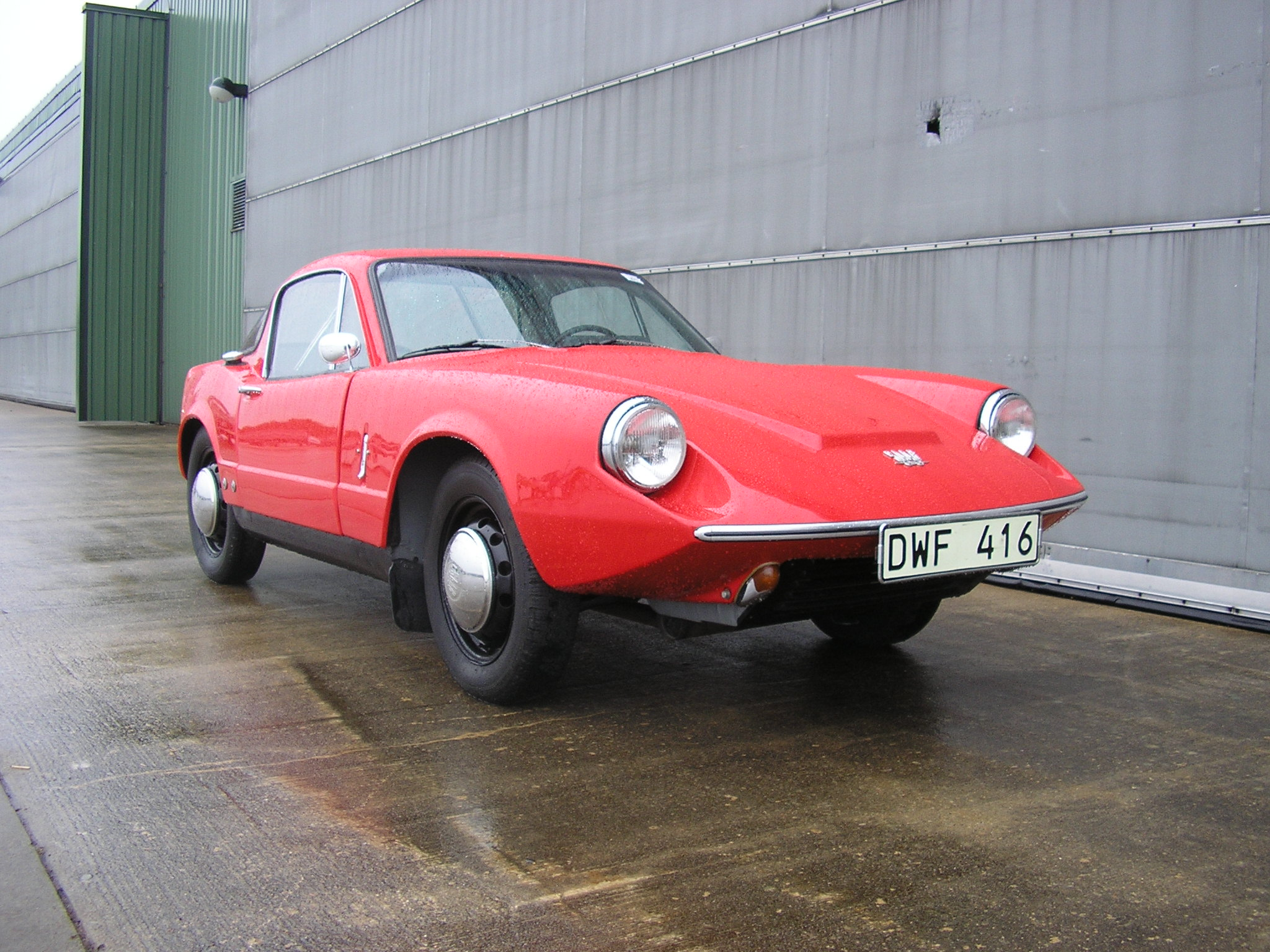
Saab Sonett II z roku 1966

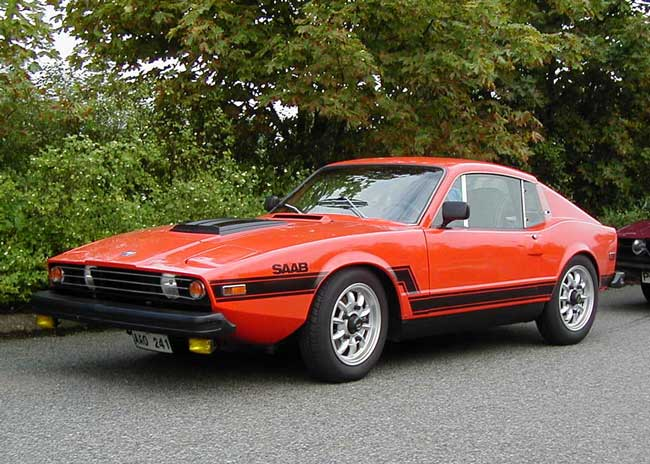
Saab Sonett III

Sportovní image automobilky Saab pomohli vytvářet manželé Erik a Pat Carlssonovi. Tříválcový Saab 96 se svisle orientovanou maskou, pilotovaný E. Carlssonem, vyhrál Monte Carlo 1962 a 1963. Výrobě sportovních vozů se však Saab věnoval až dodatečně.
První sportovní vůz vznikl podle návrhu Rolfa Melldeho spíše na základě zájmové činnosti, než jako součást výrobního plánu. Tento automobil byl sestaven na podvozkové skupině Saabu 93 s pohonem dvoudobého tříválcového motoru o výkonu 42,7 kW při 5 000 ot./min. Pod názvem Saab Sonett Super Sport byl představen na newyorském autosalonu. Přestože hodnotou zrychlení z 0 na 100 km/h za 12 s a s maximální rychlostí 200 km/h vůz zapůsobil, vzniklo v roce 1956 pouze sedm prototypů.
Do sériové výroby byl zařazen až typ Saab Sonett II, který byl představen v roce 1966 jako dvousedadlové kupé s dvoudobým třílitrovým motorem o výkonu 44,1 kW při 5 200 ot./min. V roce 1967 byl nahrazen čtyřdobým vidlicovým čtyřválcem z německého vozu Ford Taunus 12M. Jeho zdvihový objem 1 498 cm³ zaručoval maximální výkon 47,8 kW při 6 000 ot./min. Výroba vozu byla ukončena v roce 1970 s celkovou produkcí 1 768 kusů.
Ve stejném roce byla zahájena výroba sportovního automobilu Saab Sonett III podle italského návrháře Sergio Coggiola. Vůz byl opět poháněn motorem z Fordu Taunus 12M a byl určen především pro klientelu v USA. Do roku 1974 vzniklo 8 368 Sonettů III.

## Prodeje společnosti
Roku 1969 se Saab sloučil s firmou Scania a do roku 1995 se společnost jmenovala Saab-Scania. Automobilová divize se v roce 1989 od koncernu oddělila a v roce 1990 americká společnost General Motors koupila 51% této divize za 600 milionů $ s opcí na koupi zbylých akcií v průběhu dalších 10 let. Od té doby vyráběné vozy používají společné podvozkové platformy s firmou Opel. Sídlo pro výrobu aut je ve městě Trollhättan.
Mezi nejslavnější produkt automobilky patřil zejména kabriolet verze 900, který byl v USA velmi populární, a jeho výroba zdaleka nestačila uspokojovat vysokou poptávku - v 80. letech 20. století byla čekací lhůta na tento model přes 2 roky.
Koncem roku 2008 mateřská společnost General Motors oznámila, že přemýšlí o prodeji ztrátové automobilky a obdržela 27 nabídek. 17. února 2009 GM oznámila, že pokud automobilka neobdrží státní pomoc od švédské vlády, požádá o ochranu před věřiteli. Švédská vláda žádost o pomoc ve výši 6 miliard švédských korun (asi 560 milionů $) odmítla a 20. února tak byla automobilka nucena požádat o ochranu před věřiteli, aby získala prostor pro restrukturalizaci. Soud 29. května 2009 prodloužil firmě bankrotovou ochranu až do 20. srpna. Do té doby by měl být dokončen proces reorganizace, v rámci kterého má být vybrán nový majitel automobilky. Kvůli dohodě o prodeji německé automobilky Opel, která byla také divizí americké General Motors se SAAB ocitla v obtížné pozici. Podle švédských médií byly favority pro převzetí společnosti Koenigsegg, Renco Group a Fiat Group. GM vybrala 16. června společnou nabídku norských investorů a švédského výrobce sportovní automobilů Koenigsegg, transakce měla být dokončena do konce roku 2009., avšak k jejímu naplnění nedošlo a Koenigsegg po šestiměsíčních jednáních od dohody odstoupil. Na konci roku 2009 americký koncern General Motors oznámil, že nechá uzavřít švédského výrobce osobních automobilů SAAB, protože se nepodařilo najít vhodného kupce. Čínská firma Beijing Automotive Industry Holdings (BAIC) část majetku Saabu koupila, některé technologie výroby motorů, automobilů. Nakonec se podařilo zachránit i značku SAAB a došlo k dohodě. General Motors prodala její švédskou divizi Saab nizozemskému výrobci luxusních vozů Spyker. Ten ji pak v roce 2011 kvůli nedostatku peněz prodal firmě NEVS, která se zaměřila na výrobu elektromobilu na základech sedanu Saab 9-3. Součástí prodeje nebyla obchodní značka SAAB, kterou si v GM pronajímali od skupiny Saab Technologies.

## Krize
Začátky velkých problémů pro tuto automobilku začaly již v 80. letech, kdy tato společnost prošla první hlubokou krizí. V té době jí nepomohla ani spolupráce s italským Fiatem. Nakonec byla automobilová divize oddělena od mateřského koncernu Saab-Scania a v roce 1989 skončila polovina akcií v rukou General Motors. Od velkého nového majitele se očekávalo posílení pozice Saabu na trhu, což se však nikdy nekonalo. GM zastavil veškerý vývoj do té doby průkopnické značky a její stávající konstrukční řešení využil ve svých vozech. Kritici dokonce tvrdili, že Saab je jen předražená verze Opelu, jehož modely musel Saab použít jako základ a navíc byly využity komponenty, díly jiných značek ze stejného koncernu. Konec Saabu ale přinesla až světová finanční krize v kombinaci s vysokými vnitřními náklady GM, kdy se do velkých problémů dostala mateřská společnost General Motors, která by nepřežila bez pomoci od americké vlády. General Motors byl nucen k rozsáhlé restrukturalizaci zahrnující prodej některých značek. GM měla velmi nereálnou představu o ceně podmínkách prodeje, takže jednání o novém kupci automobilky Saab zkrachovala a General Motors na konci roku 2009 oznámil, že nechá švédský Saab uzavřít. Toto oznámení vyvolalo v automobilovém světě vlnu pozdvižení a GM pod tímto tlakem obnovila jednání se společností Spyker a došlo k dohodě o koupi SAABu touto nizozemskou společností, která se zabývá prodejem luxusních vozů.

## Současné modely

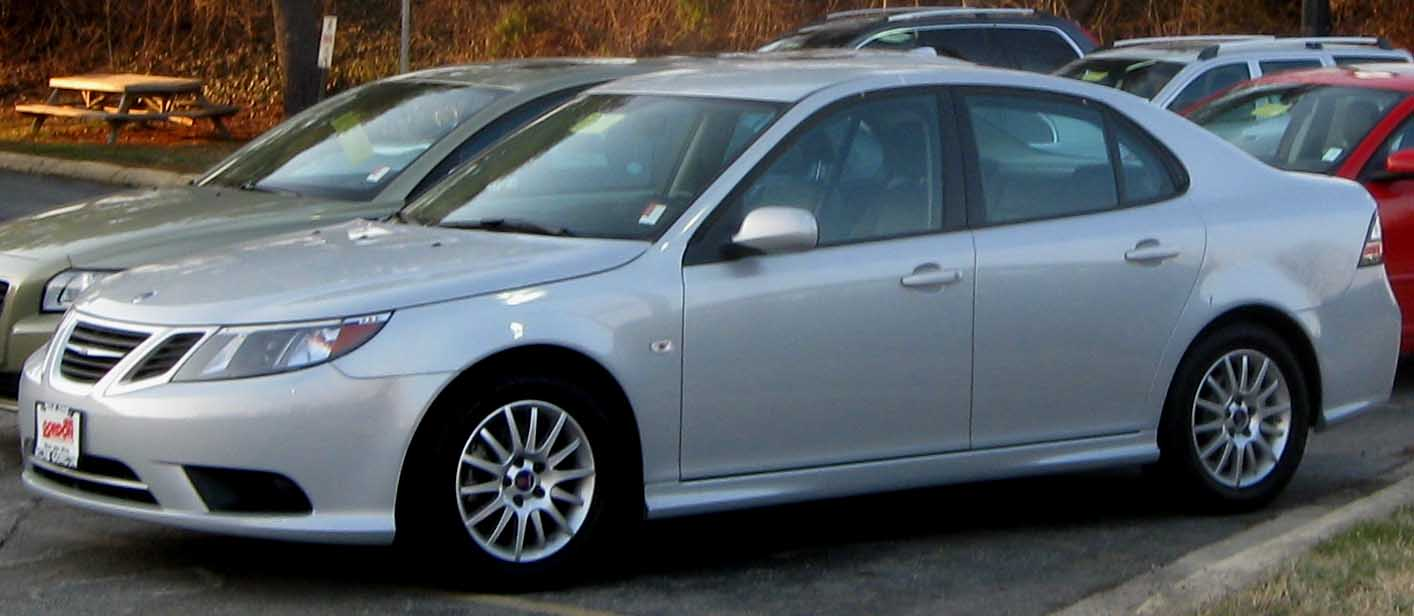
Saab 9-3 (2008) byl postaven na upraveném podvozku Opel Vectra a jeho turbodieselové motory měly původ ve vozech značky Alfa Romeo

- Saab 9-3
  - sedan
  - kombi
  - kabriolet
- Saab 9-5
  - sedan
  - kombi

## Starší modely

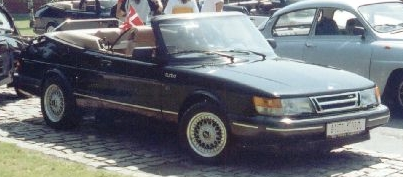
Saab 900 convertible (1992)

- Saab 600
- Saab 90
- Saab 92
- Saab 93
- Saab 94 (Sonett I)
- Saab 95
- Saab 96
- Saab 97 (Sonett II)
- Saab 99
- Saab 900
- Saab 900 NG
- Saab 9000
- Saab 9-2X
- Saab Sonett

## Zajímavosti

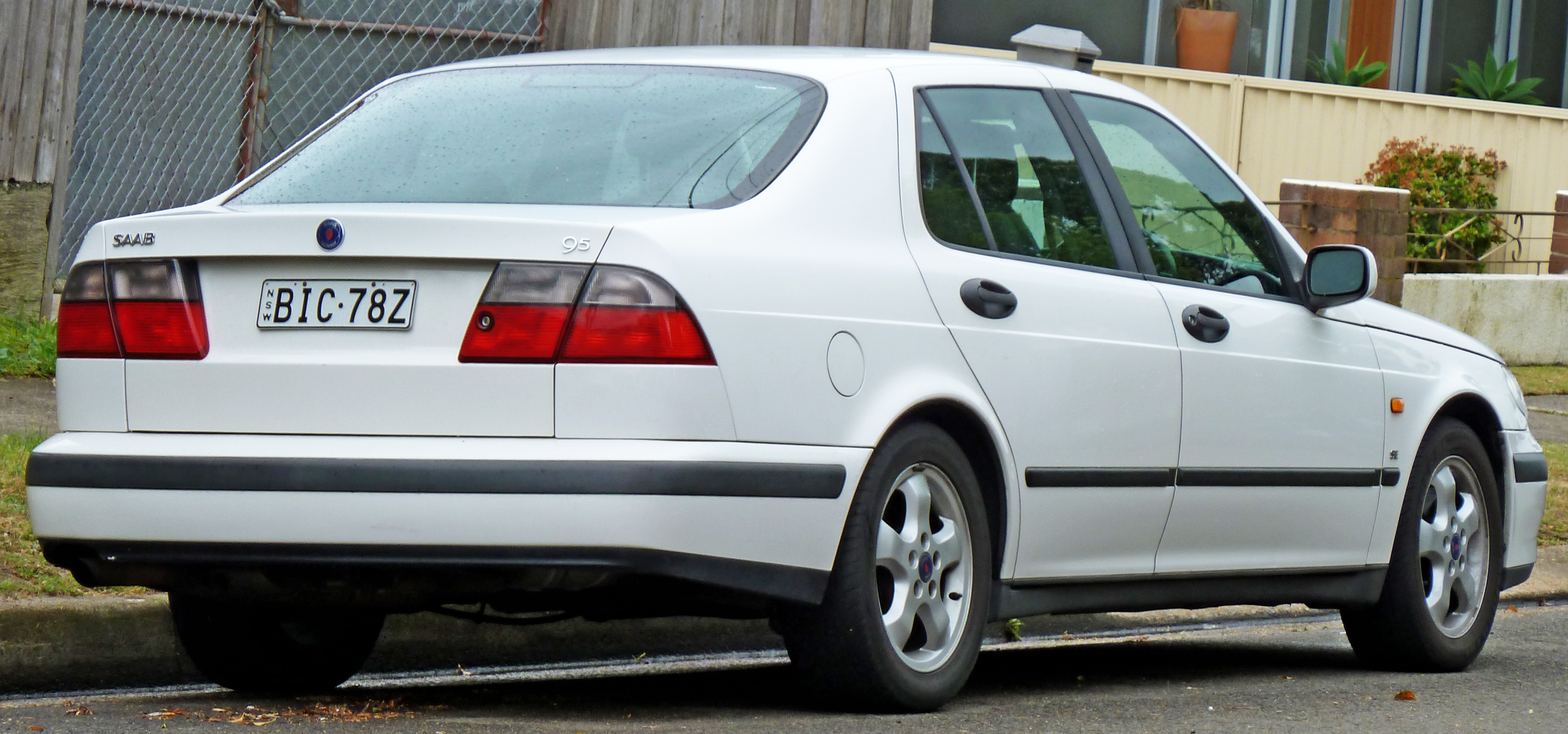
Saab 9-5 SE

- První tři roky se Saaby stříkaly jen zeleně, údajně protože firma měla po válce ve skladech velké zásoby této barvy.[zdroj?]
- Saab patřil mezi několik málo západoevropských značek, které se prodávaly i v někdejším východním bloku.
- V roce 2001 zakoupila prezidentská kancelář na Pražský hrad 7 kusů modelu SAAB 9-5 jako doprovodná vozidla pro oficiální státní návštěvy.
- Saaby se až do konce 70. let úspěšně účastnily mistrovství světa v rallye. V roce 1980 se ale automobilka ze závodů kvůli rostoucím nákladům stáhla. Později byla značka koupena americkým koncernem General Motors. Ten byl se značkou nespokojen a v roce 2012, kdy měl na trh přijít nový Saab 9-5, se značky vzdal. Značka byla koupena automobilkou Spyker.[8]
- Když byl Saab koupen nizozemským výrobcem luxusních vozů Spyker potřeboval přijít ihned na trh s novým vozem a tak se model 9-5 začal prodávat ještě nedokončený. Kvůli nízké prodejnosti vozu se společnost dostala do krize a v lednu 2012 se stáhla z trhu.
- Podle studií jsou nejvzdělanějšími řidiči majitelé vozů Saab.[zdroj?]
- Konstruktéři Saabu byli až patologicky posedlí bezpečností a značka měla velmi vysoké požadavky na bezpečnost.[zdroj?]
- V reklamách na vozy Saab bylo často podotýkáno, že automobily Saab vyrábí firma vyrábějící tryskové stíhačky.

## Reference

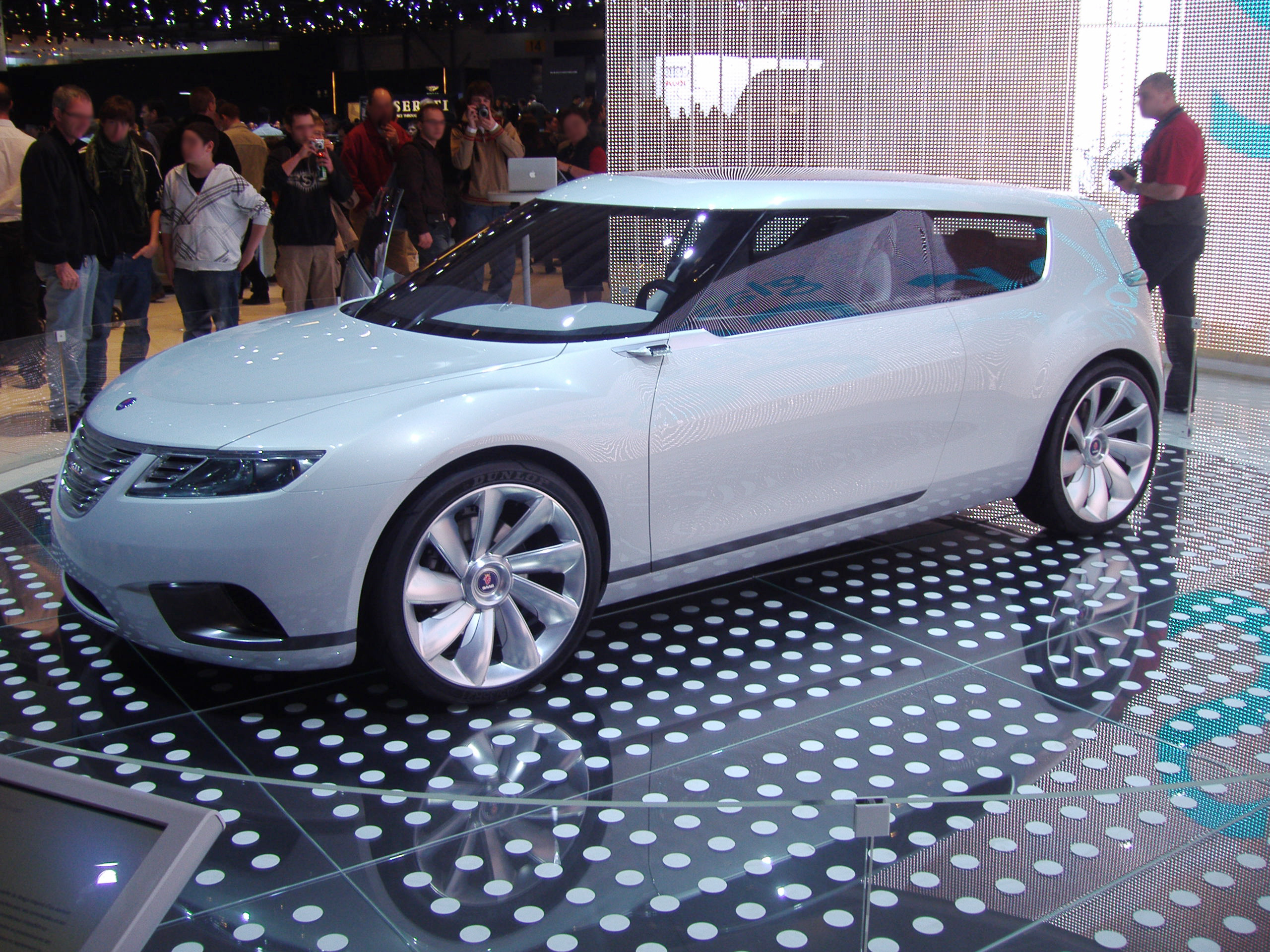
Koncept vozu Saab 9-X BioHybrid na autosalónu v Ženevě, 2008